# نائوکی نوکوبو
نائوکی نوکوبو (انگلیسی: Naoki Nokubo؛ زادهٔ ۱۴ مهٔ ۱۹۸۱) بازیگر، و شخصیت‌های تلویزیونی در ژاپن اهل ژاپن است.